# روبوت اوجي اونلاين
روبوت اوجي اونلاين هو أداة مكتبة روبوت تم إنشاؤه في جامعة جاومي الأولى بإسبانيا عام 2004. وهو يتألف من ثلاث كاميرات تمكن المستخدم من التحكم به عن بعد. الروبوت قادر على تلقي الأوامر الصوتية من المستخدمين وتحديد مواقع الكتب واسترجاعها.

## روابط خارجية
- "تعلم تقنيات المؤازرة المرئية عن طريق البرمجة عن بعد لمعمل إنترنت عن بعد" نسخة محفوظة 3 يناير 2006 على موقع واي باك مشين.
- يسرد فيتا من راؤول مارين ، أحد مؤسسي الروبوت ، نسخة محفوظة 13 يوليو 2017 على موقع واي باك مشين. العديد من المنشورات التي تصف الروبوت.